# Мор (окръг, Тенеси)
Окръг Мор (на английски: Moore County) е окръг в щата Тенеси, Съединени американски щати. Площта му е 337 km², а населението – 5740 души (2000). Административен център е град Линчбърг.